# Касас Адобес (Аризона)
Касас Адобес (енгл. Casas Adobes) насељено је место без административног статуса у америчкој савезној држави Аризона.

## Демографија
По попису из 2010. године број становника је 66.795, што је 12.784 (23,7%) становника више него 2000. године.
| Група             | 2000.          | 2010.          |
| Белци             | 43.461 (80,5%) | 47.575 (71,2%) |
| Афроамериканци    | 891 (1,6%)     | 1.406 (2,1%)   |
| Азијати           | 1.180 (2,2%)   | 2.155 (3,2%)   |
| Хиспаноамериканци | 7.434 (13,8%)  | 13.956 (20,9%) |
| Укупно            | 54.011         | 66.795         |